# Bliźniacza Baszta
Bliźniacza Baszta – skała w masywie Okiennika Wielkiego, zwanego też Okiennikiem Dużym lub Okiennikiem Skarżyckim. Znajduje się w granicach wsi Piaseczno w województwie śląskim, w powiecie zawierciańskim, w gminie Włodowice na Wyżynie Częstochowskiej.
Bliźniacza Baszta to fragment skalnego muru pomiędzy Śląskim Filarem i Omszałą Basztą. Od południowo-wschodniej strony jest dość stroma i porośnięta chaszczami, ale jest tu ścieżka, którą można wyjść na jej grań. Od północno-zachodniej strony natomiast opada pionowa ściana z filarami i kominami. Ma wysokość około 20 m i jest obiektem wspinaczki skalnej.

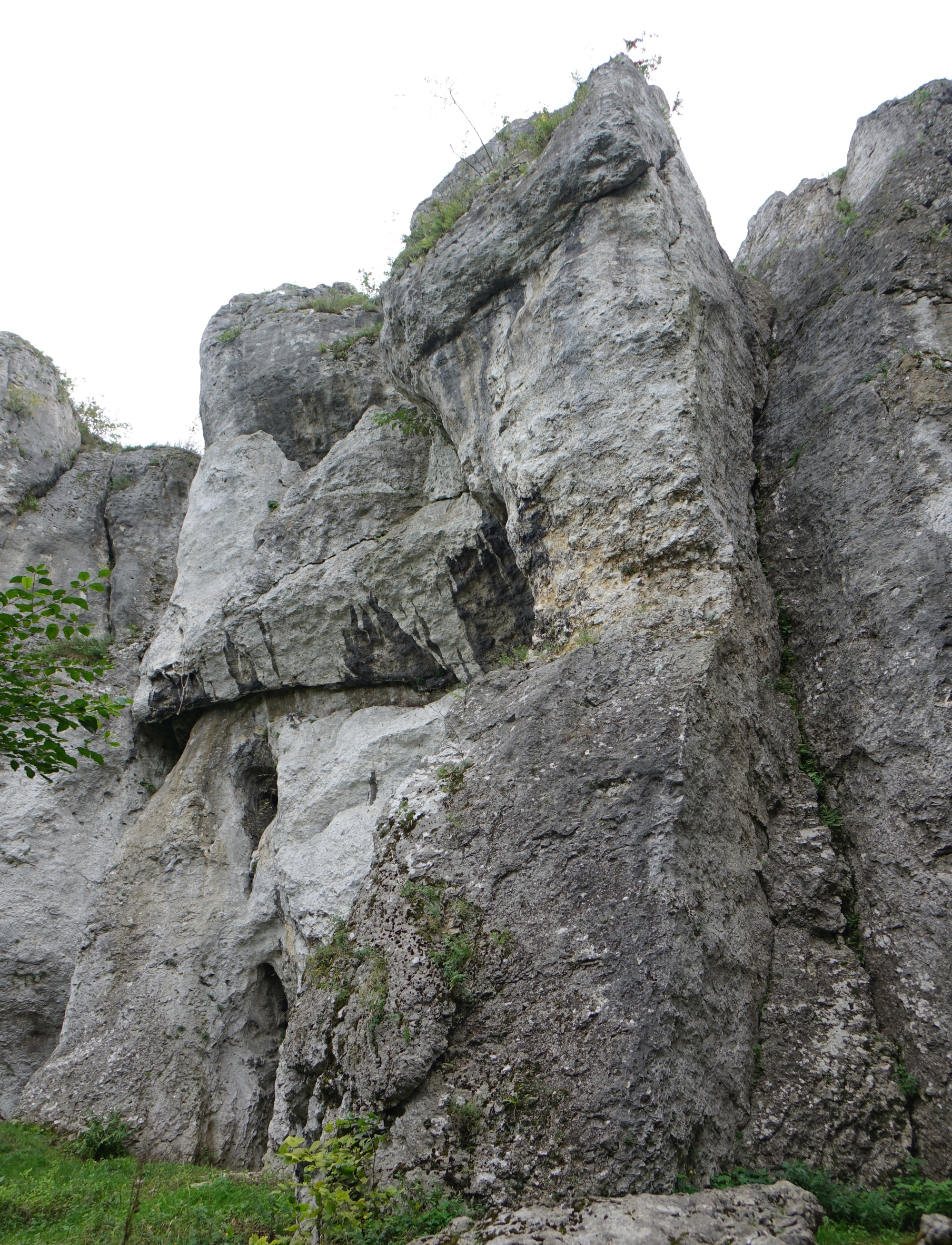
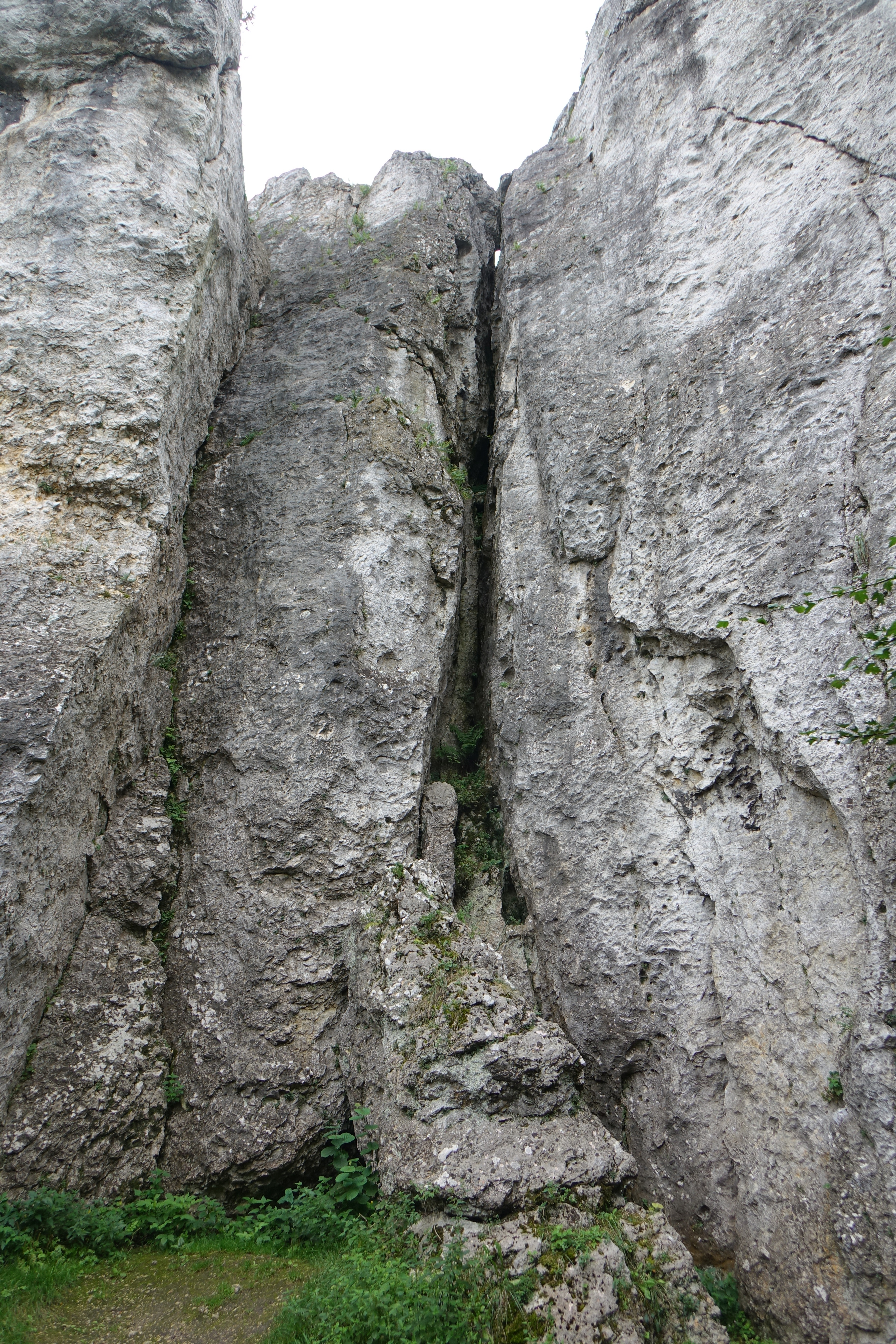
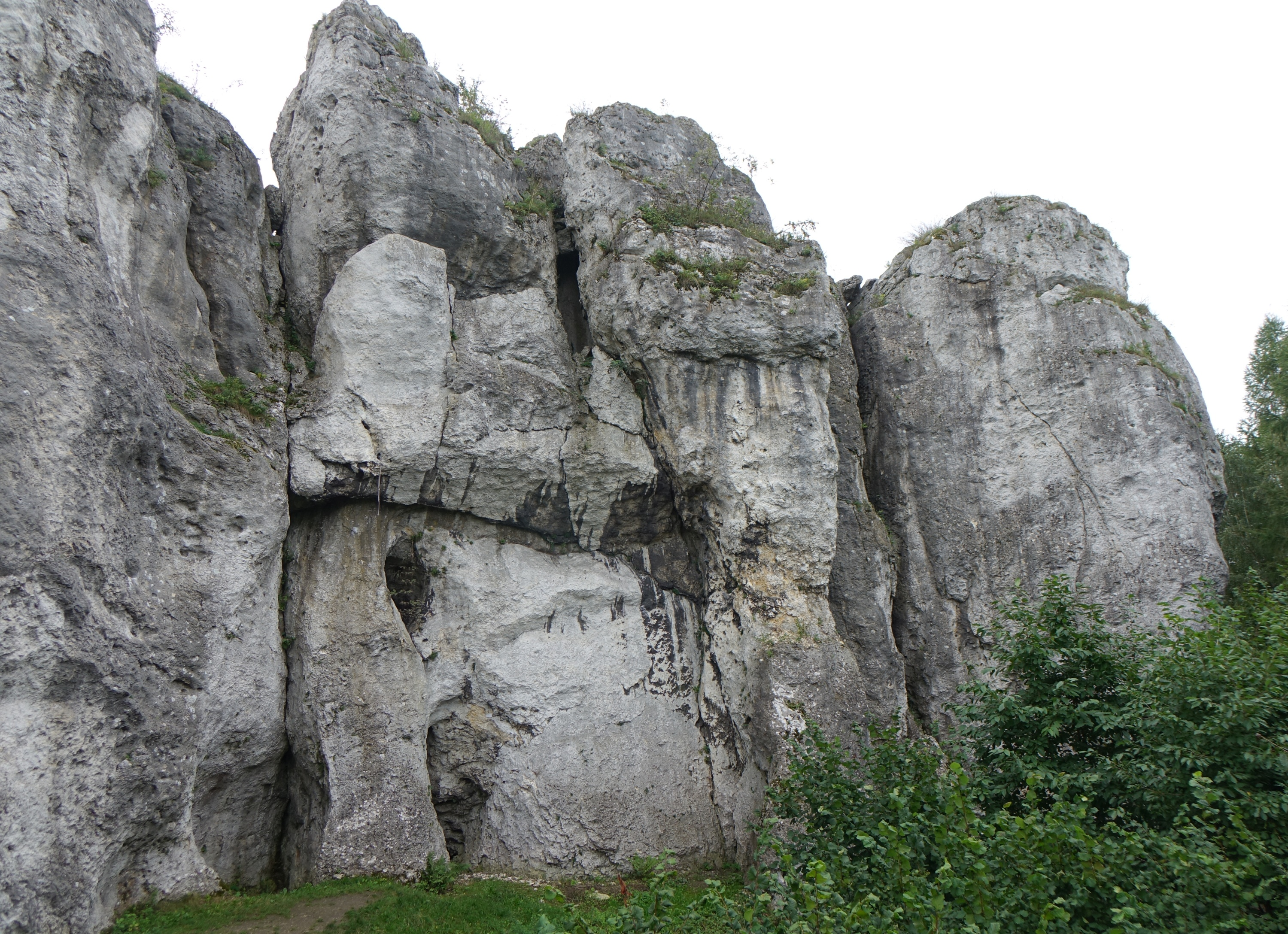
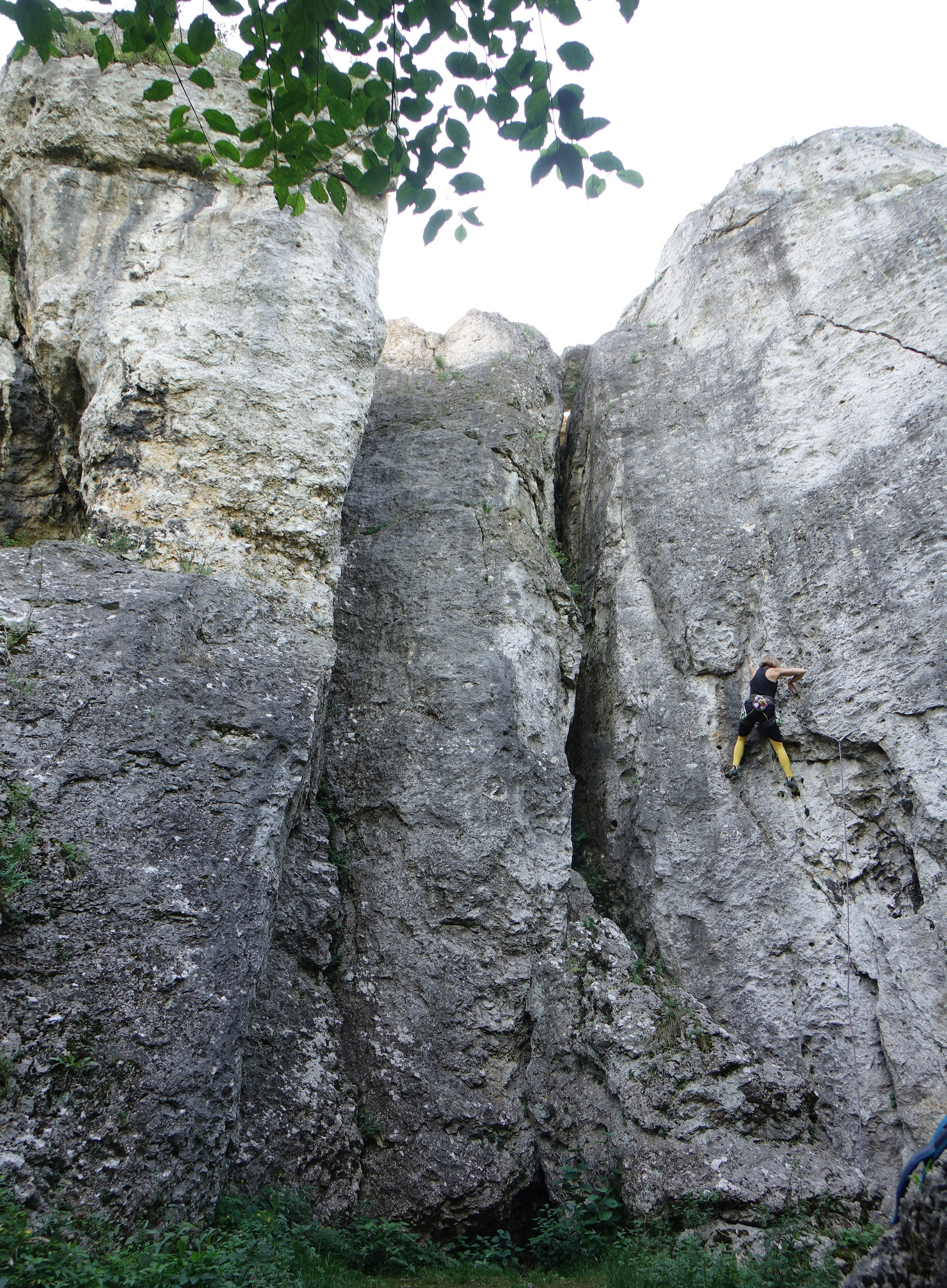

## Drogi wspinaczkowe
Na Bliźniaczej Baszcie jest 10 dróg wspinaczkowych o trudności od IV+ do VI.5+ w skali polskiej. Część z nich ma zamontowane stałe punkty asekuracyjne: ringi (r) i stanowisko zjazdowe (st), na pozostałych wspinaczka tradycyjna (trad). Wśród wspinaczy skalnych skała jest bardzo popularna.

1. Czarne dziuple; VI.1, 2r + st, trad, końcówka kominem
2. Oko sokoła; VI.1+/2, 10 r + st
3. Mein Kampf; VI.2, 1 r + st, trad
4. Komin w Bliźniaczej; VI.1, st, trad
5. Mały książę; VI.5/5+, 5r + st, w dolnej części krucho
6. Na krawędzi; VI.4+, 6r + st, w dolnej części krucho
7. Zielone i czarne; VI.3, 6r + st, start kominem, pierwsza wpinka wysoko
8. Komin z załupą; IV+, trad
9. Koksik Zdrój; VI.1, 5r + st, ogranicznik naturalny
10. Droga kominem; IV, trad, możliwy zjazd ze stanowiska z drogi Domator[2][5].